# Notting Hill
Pour les articles homonymes, voir Coup de foudre à Notting Hill.
 (avril 2016).
Si vous disposez d'ouvrages ou d'articles de référence ou si vous connaissez des sites web de qualité traitant du thème abordé ici, merci de compléter l'article en donnant les références utiles à sa vérifiabilité et en les liant à la section « Notes et références ».
Notting Hill est un quartier de Londres.

## Situation et accès
Notting Hill est un quartier de Londres situé dans le Royal Borough de Kensington et Chelsea, à l'ouest du centre et au nord-ouest de Hyde Park.
Le quartier est délimité par Clarendon Road à l’ouest, Chepstow Road, Pembridge Villas et Pembridge Road à l’est, par la rocade aérienne du Westway au nord et par Holland Park Avenue au sud.
Notting Hill compte une station de métro au nord :
- Ladbroke Grove, où circulent les trains des lignes  Circle  Hammersmith & City,
et quatre stations de métro au sud :
- Bayswater, desservie par les lignes  Circle  District,
- Queensway, où circulent les trains de la ligne  Central,
- Notting Hill Gate, desservie par les lignes  Central  Circle  District,
- Holland Park, où circulent les trains de la ligne  Central.

## Origine du nom
Le mot « hill » signifie « colline ». L’origine du nom «Notting» reste obscure. Il pourrait dériver d'un patronyme oublié depuis longtemps ou du nom d’un groupe de Saxons baptisé les « fils de Cnotta ».
La porte de Notting Hill Gate était un péage sur ce qui était alors la route d’Oxford.

## Historique

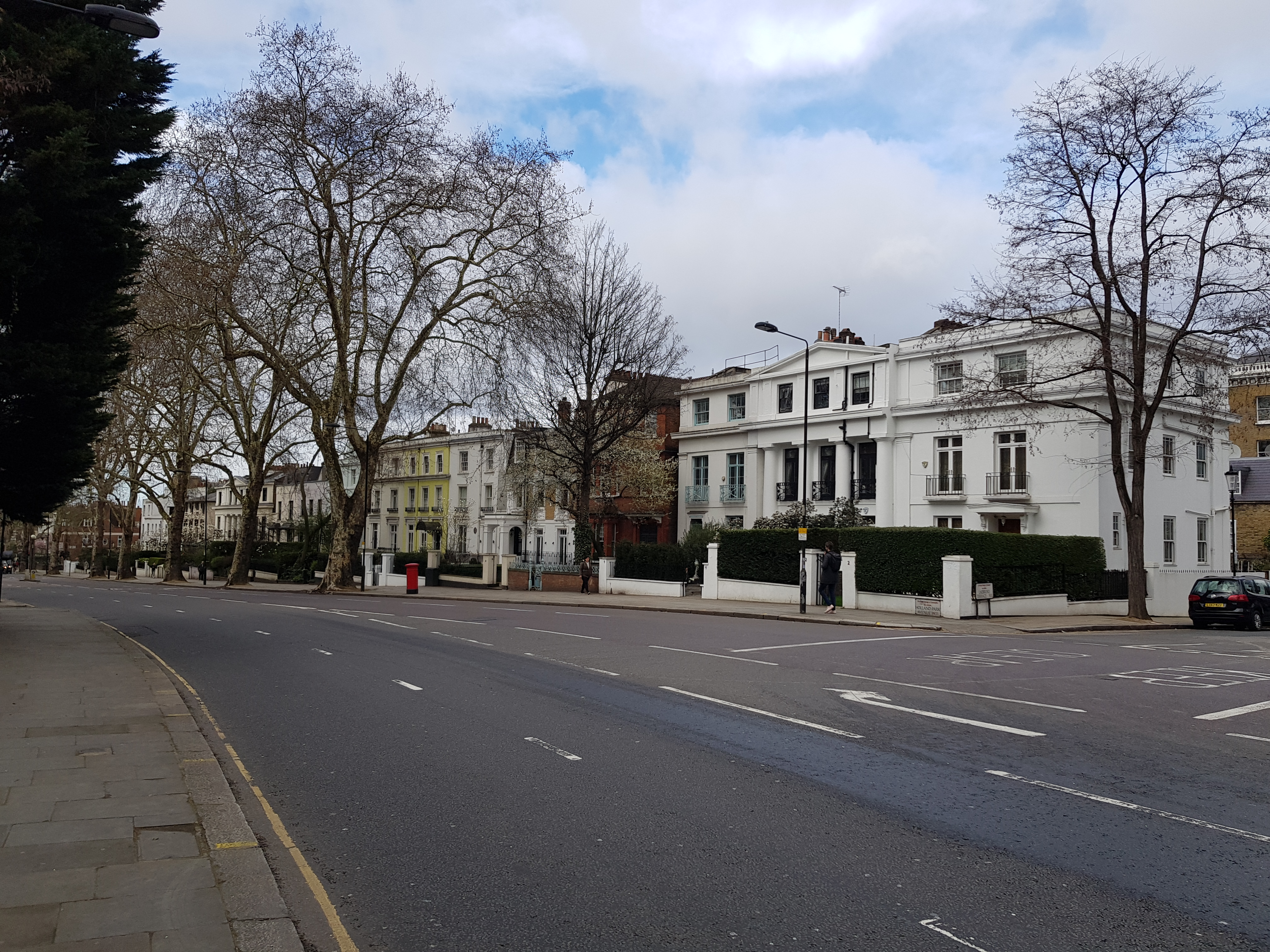
Holland Park Avenue en 2019, limite sud du quartier.

- L’endroit où se situe aujourd’hui le quartier de Notting Hill est resté pendant très longtemps, jusqu’au début du XIXe siècle, une zone rurale.

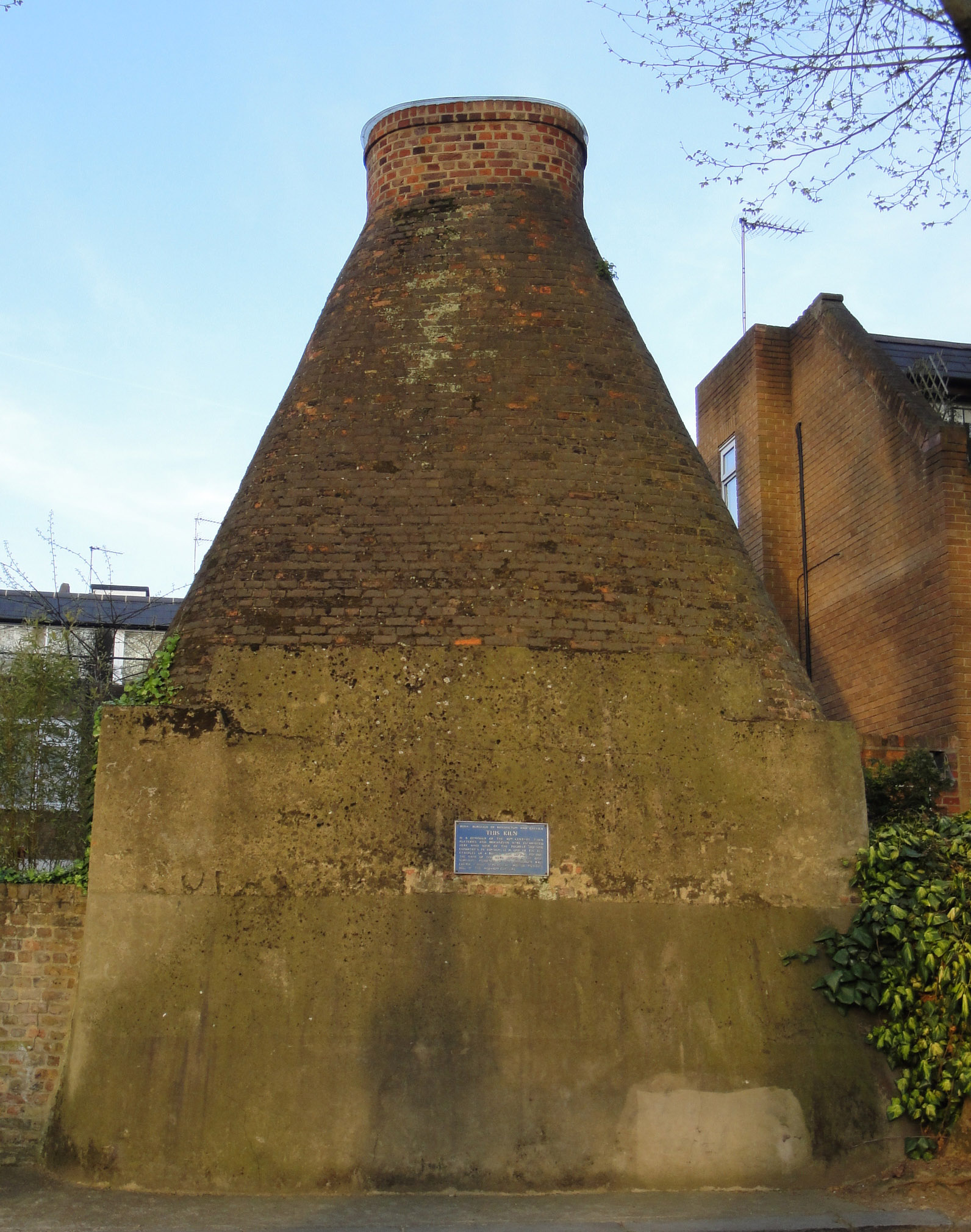
Four à briques, Walmer Road, au nord de Pottery Lane.

- Au XVIIIe siècle, des familles de briquetiers et d’éleveurs de porcs s’y installent.
- L’aménagement du quartier s’étend sur un demi-siècle, entre 1821 et le milieu des années 1870 et est notamment l’œuvre de l’architecte Thomas Allason (1790-1852) travaillant pour le compte de la famille Ladbroke, propriétaire des terrains[4]. Des noms de lieux évoquent la mémoire de cette famille : Ladbroke Grove - qui traverse le quartier en son milieu du nord au sud -, Ladbroke Square, Ladbroke Square Garden, Ladbroke Road... À l'époque, l’intention des promoteurs est d’attirer à Notting Hill les Londoniens les plus riches mais ceux-ci préfèrent les quartiers centraux de Belgravia et Mayfair.
- En 1837, un hippodrome est aménagé à l’endroit où se rejoignent à présent Kensington Park Gardens et Ladbroke Grove mais il doit fermer ses portes en 1841.
- Au cours des années 1950, des immigrés antillais s’établissent à Notting Hill.
- En 1958, de violentes émeutes raciales frappent le quartier.

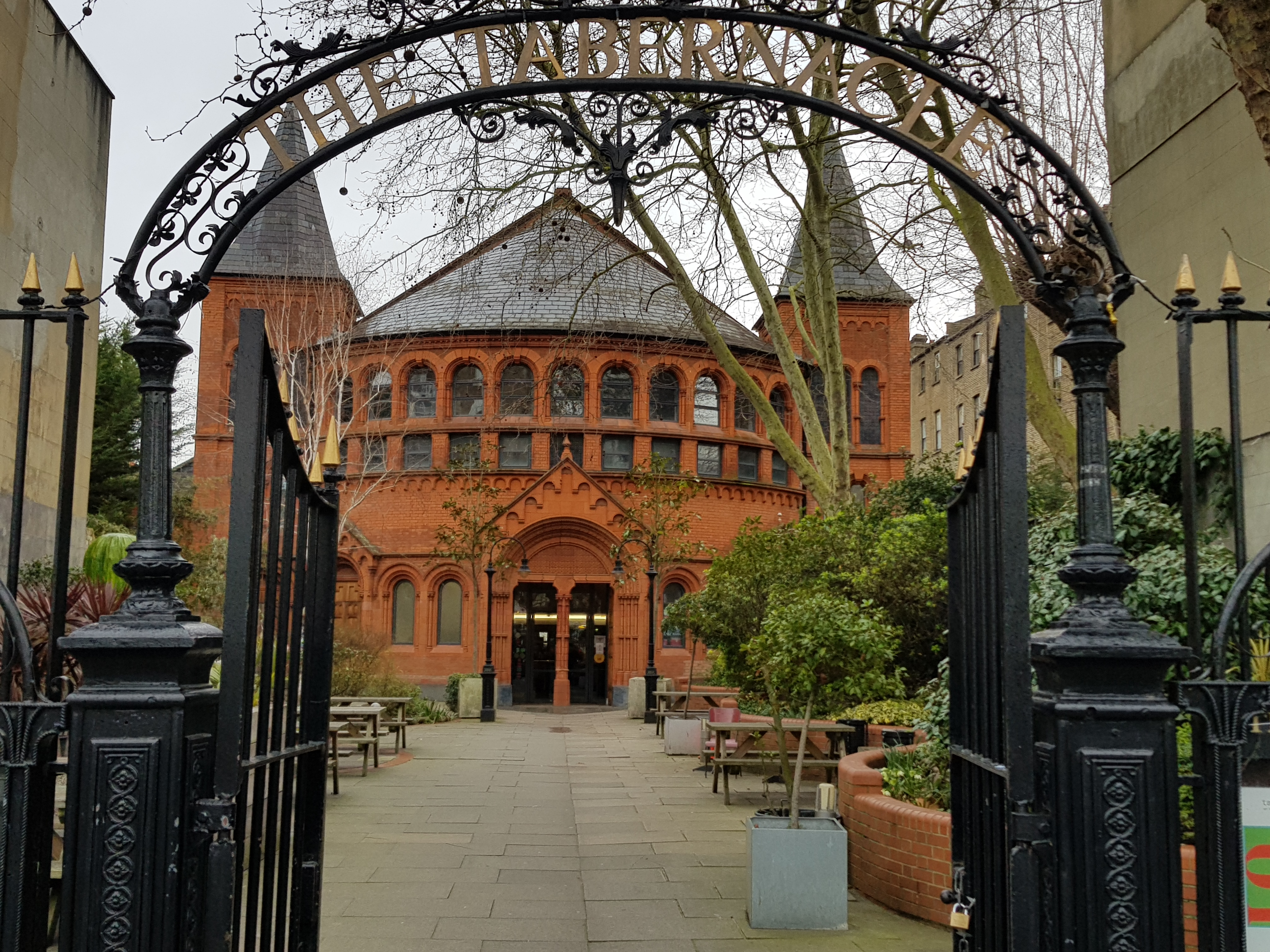
The Tabernacle, ancienne église transformée en lieu culturel.

- La première édition du célèbre carnaval a lieu en 1966.
- En 1967, plusieurs zones de Notting Hill sont soustraites à l’appétit des promoteurs par une loi sur la protection du patrimoine[3].

## Aujourd'hui

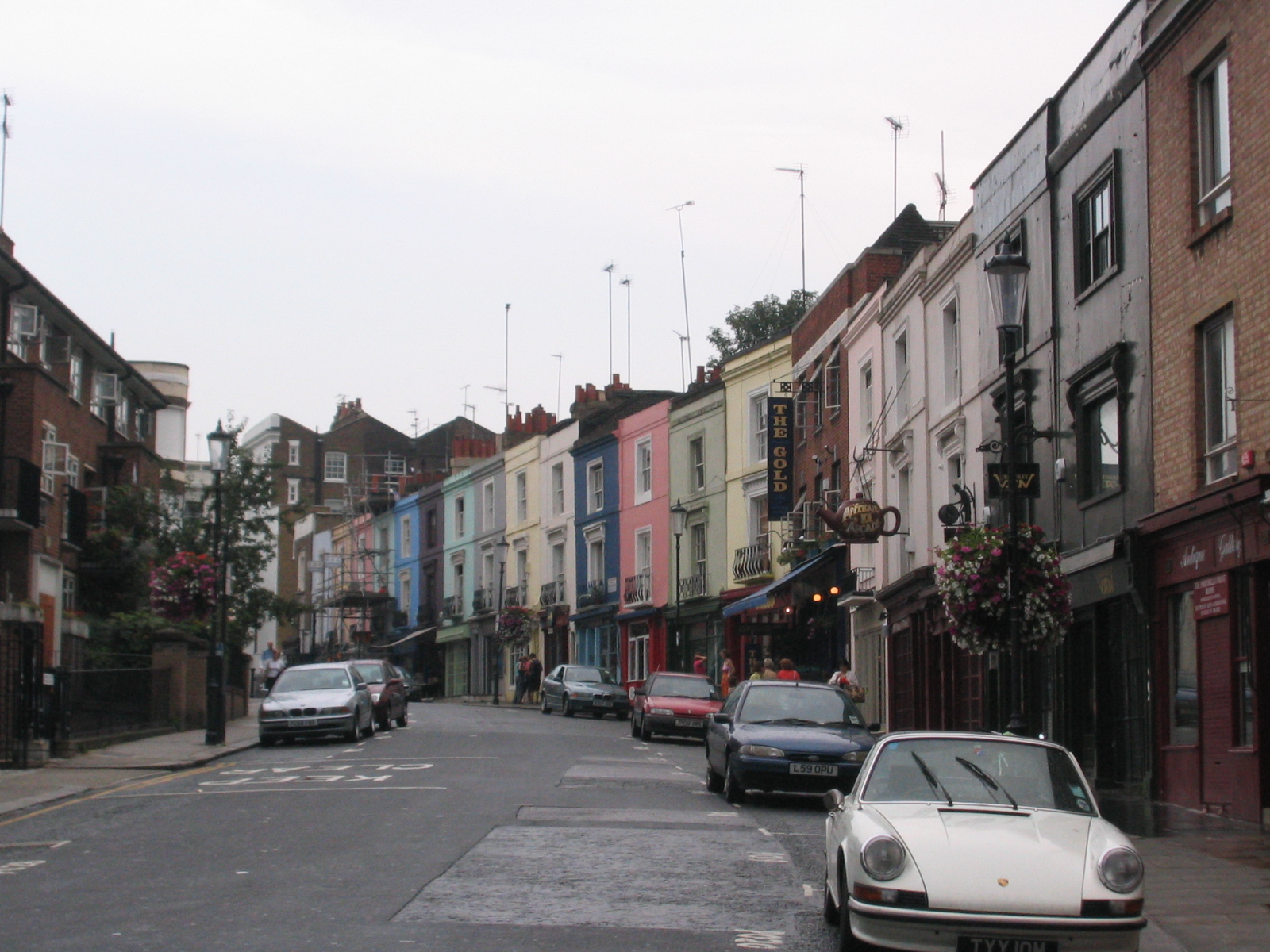
Portobello Road.

Le quartier est aujourd’hui un secteur riche et à la mode, connu pour les terrasses attrayantes de ses grandes maisons urbaines victoriennes et de ses restaurants (en particulier autour de Westbourne Grove). Selon certains auteurs, il a connu une véritable métamorphose : Si vous avez connu Notting Hill au début des années soixante, vous aurez du mal à le reconnaître aujourd’hui. De nos jours, Notting Hill est un endroit riche et huppé. Retournez trente ans en arrière : vous aurez un quartier misérable, grouillant de rats  et de détritus, plein de maisons occupées par plusieurs familles. En 2019, les prix de l’immobilier ont augmenté de 1,4 % : une maison de 5 chambres peut atteindre le prix de 7 millions d’euros, un studio celui de 575 000 €.
Il rassemble une population cosmopolite, ce qui se remarque en particulier lors du carnaval de Notting Hill, qui a lieu en août. Ce festival de rue célèbre les cultures des Caraïbes, avec des défilés de danseurs costumés. Le carnaval a été à l'origine établi dans les années 1960 comme réponse positive aux tensions entre la communauté immigrée récemment arrivée et le reste des communautés, tensions dont les émeutes de Notting Hill ont été le point culminant.
Les nombreux magasins d'occasion de musique autour de Notting Hill Gate font du quartier un lieu de culture « alternative ». Il est également mondialement renommé pour être le lieu de la brocante de Portobello Road, qui est devenue une attraction touristique importante de Londres avec ses nombreuses boutiques d'antiquaires. Le marché a lieu chaque samedi et attire les acheteurs, les vendeurs et les touristes. Ces dernières années, la croissance du marché et sa fréquentation touristique en hausse ont entraîné, selon certains observateurs, une baisse de qualité.

## Bâtiments remarquables et lieux de mémoire

### Lieux de culte

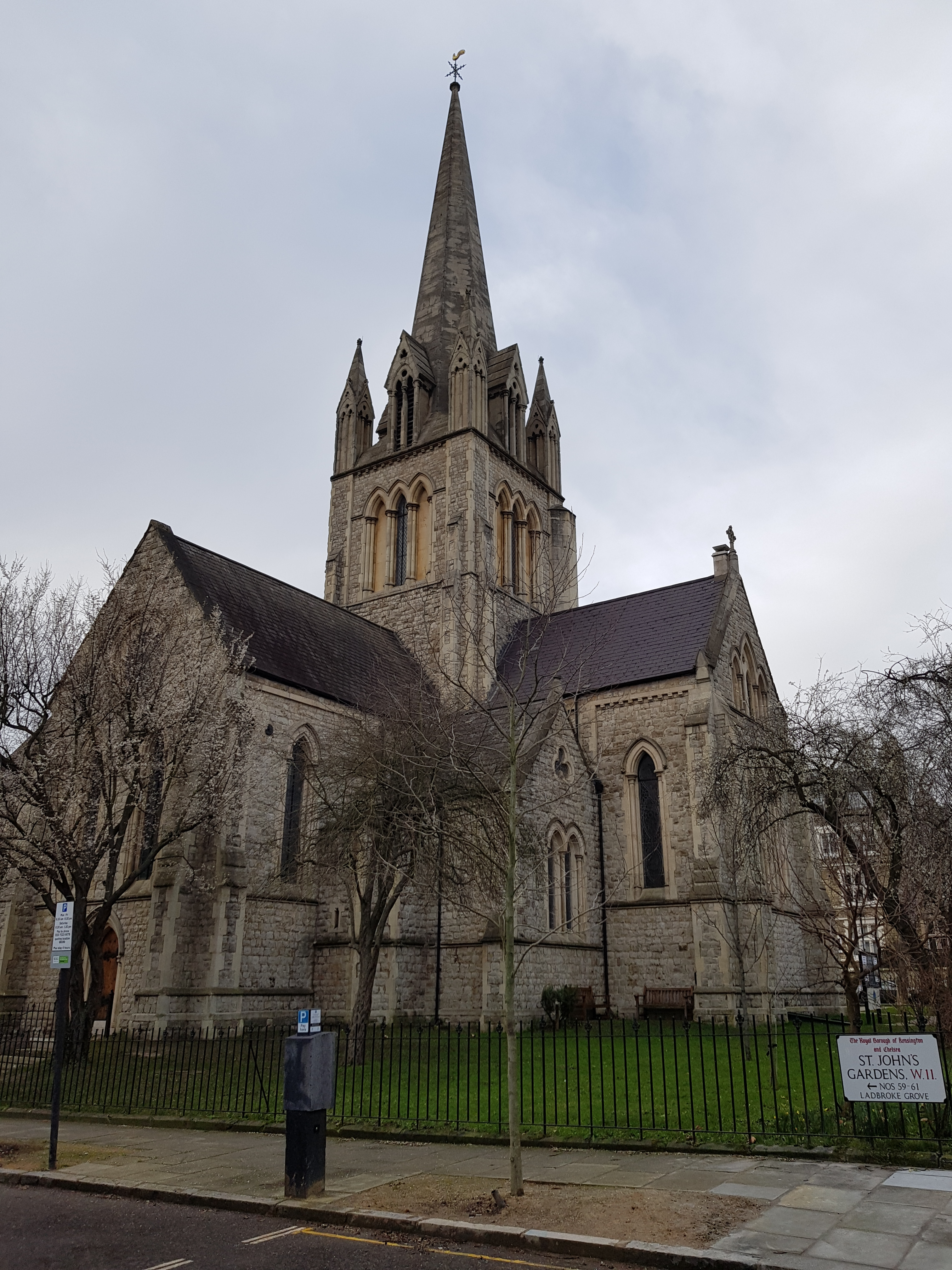
St John's Church.

- St John's Church ; église de style néogothique construite en 1845 par les architectes John Hargrave Stevens et George Alexander au sommet de la colline de Notting Hill.
- St Peter's Notting Hill Church
- All Saints Church, église néogothique achevée en 1861
- Notting Hill Community Church
- Westbourne Grove Church

### Musées
- Museum of Brands, musée de l’histoire de la consommation

## Personnalités liées à Notting Hill
- Lajos Kossuth (1802-1894), homme politique et patriote hongrois, habitait au no 39 Chepstow Villas[7].
- Howard Staunton (1810-1874), maître d'échecs, habitait au no 117 Lansdowne Road[8].
- William Crookes (1832-1919), scientiste et chimiste, habitait et mourut au no 7 Kensington Park Gardens[9].
- Emmeline Pankhurst (1858-1928) et sa fille Christabel Pankhurst (1880-1958) habitaient au no 50 Clarendon Road[10].
- Albert Chevalier (en) (1861-1923), acteur et comique, naît au no 17 St. Anne's Villas[11].
- Jawaharlal Nehru (1889-1964), homme politique indien, habitait au no 64 Elgin Crescent en 1910 et 1912[12].
- Rosalind Franklin (1920-1958), biologiste moléculaire britannique, née à Notting Hill.

## Au cinéma
Le quartier a bénéficié d'une attention internationale avec le film Coup de foudre à Notting Hill (1999), dont les rôles principaux étaient tenus par Julia Roberts et Hugh Grant. La librairie, fictive, dans laquelle est censé travailler William Thacker (Hugh Grant) se trouve au 142, Portobello Road.

## Dans la littérature policière
- Deborah Crombie, Noël sanglant à Notting Hill, Le Livre de Poche, 2002[14].